# Палада
Палада (грч. Pallas) је придев уз богињу Атину.

## Митологија
Порекло овог придева уз име богиње Атине није до краја разјашњено и има неколико тумачења. Према неким античким ауторима, богиња је примила овај придев у почаст своје другарице Паладе, свештенице коју је богиња случајно убила. Паладин отац је био морски бог Тритон.
Према другим ауторима, богиња је придев „Палада“ преузела од гиганта Паланта, кога је она убила за време побуне гиганта против богова. осим његовог имена, она је од њега узела и његову кожу од које је сачинила оклоп. Ово тумачење се противи устањеној верзији мита по коме се богиња Атина родила из Зевсове главе и то као одрасла и под пуном ратном спремом.
Из придева „Палада“ изводи се име свих светих кипова - „Паладијума“ богиње Атине, који су штитили неке градове и чинили их неосвојивим. Такав један Паладијум био је и у Атинином храму у Троји, и све док га Ахејци - Одисеј и Диомед - нису изнели из Троје нису могли освојити Троју.